# 가평 연하리 향나무
가평 연하리 향나무(加平 連下里 향나무)는 대한민국 경기도 가평군 상면 연하리에 있는 향나무이다. 1981년 7월 16일 경기도의 기념물 제61호로 지정되었다.

## 개요
향나무는 우리나라 중부 이남을 비롯해 울릉도와 일본 등에 분포하고 있으며, 상나무·노송나무로도 불린다. 이 나무는 강한 향기를 지니고 있어 제사 때 향을 피우는 용도로도 쓰이며 정원수·공원수로 많이 심는다.
가평 연하리 향나무의 나이는 300년 정도로 추정되며, 높이는 약 13m, 둘레는 2.6m이다. 전해 내려오는 말에 의하면 조선 영조(재위 1724∼1776) 때 영의정을 지낸 적이 있는 이천보의 선조가 심었다고 한다.
가평 연하리 향나무는 오랜 세월 동안 사람들의 관심과 보살핌 속에서 지내온 나무로, 현재는 이만규씨가 관리하고 있다.

## 참고 문헌
- 가평연하리향나무 - 국가유산청 국가유산포털